# Otogoien
Otogoien en basque ou Hueto Arriba est une commune ou une contrée appartenant à la municipalité de Vitoria-Gasteiz dans la province d'Alava, située dans la Communauté autonome basque en Espagne.
Il est un des villages intégrés dans la Zone Rurale Nord-Est de Vitoria. Il se situe à 14 km au nord-ouest du centre de Vitoria, à mi-pente, au pied de la Sierra d'Arato.
Le nom provient de Goitio (Güeto dans l'antiquité), et signifie "lieu élevé" (Goiti-o en basque). Goien signifiant « en haut ».
Dans le passé a reçu les noms d'Oto, Oto de Suso, Hueto de Suso, Cueto, Ueto, Güeto Arriba, pour arriver à sa dénomination actuelle. Il a été la terre des seigneurs de Martioda, de la Casa des Hurtado de Mendoza, et a formé avec la localité voisine de Hueto Abajo, la fraternité de Los Huetos, qui au XIXe siècle était constituée en commune. En 1975 la commune de Los Huetos a été annexée à celle de Vitoria-Gasteiz.

## Personnalités liées à la commune
- Francisco Ruiz Aguirre a été, à la fin du XVIIe et débuts du XIIIe siècle, gouverneur et Capitaine général des provinces de l'Eldorado, l'île de la Trinité, et la Guatena.
- Juan Agustín Hurtado de Mendoza:

## Voir également
- Liste des municipalités de la province d'Alava